# استاروبایشوو
استاروبایشوو (انگلیسی: Starobaishevo) یک شهرک در شهرستان دیورتیورلینسکی در استان باشقیرستان کشور روسیه است.